# Zerstörer 1936B
Zerstörer 1936B (letteralmente Cacciatorpediniere 1936B in tedesco) era una classe di cacciatorpediniere della Kriegsmarine tedesca, entrata in servizio tra il 1943 e il 1944. È anche nota come Classe 1936B o Type 1936B.

## Il progetto
Ultima classe di cacciatorpediniere ad entrare in servizio nella Kriegsmarine, il progetto della Classe 1936B derivava in larga parte dalla precedente classe di cacciatorpediniere, la Zerstörer 1936A. Le differenze principali riguardavano l'artiglieria: visto che le torrette binate con pezzi da 150 mm si erano dimostrate troppo instabili con il mare agitato, vennero sostituite con 5 pezzi da 150 mm in torrette singole capaci di ruotare di 360°; l'armamento antiaereo venne incrementato, portandolo a 2 complessi binati da 37 mm (aumentati a 5 nel 1944) e 16 (poi 9) mitragliere da 20 mm. A parte poche modifiche minori, per il resto le navi di questa classe mantenevano le stesse caratteristiche principali della Classe 1936A, nonché gli stessi problemi con l'apparato motore (seppur in maniera più ridotta); poiché vennero tutte impiegate nelle tranquille acque del Mar Baltico, non ci sono prove che fossero più adatte dei loro predecessori alla navigazione in alto mare.
Tutte le navi di questa classe vennero realizzate nei cantieri Deschimag di Brema; per velocizzare la costruzione e per risparmiare materiale, vennero adottate alcune semplificazioni nella costruzione dello scafo, nonché alcune lievi modifiche all'apparato motore. Le torrette singole da 150 mm erano quelle già ordinate per armare gli incrociatori da battaglia della Classe O, progetto annullato allo scoppio della guerra. Vennero varate cinque unità, anche se solo tre vennero completate ed entrarono in servizio.

## Le navi
Le navi di questa classe non avevano un nome proprio, ma solo una sigla identificativa (la Z sta per Zerstörer)

### Z35
Impostata il 6 giugno 1941 e varata il 2 ottobre 1942, entrò poi in servizio il 22 settembre 1943. Venne inserita, insieme alle gemelle Z36 e Z43 nella Sesta Flottiglia cacciatorpediniere, operando nel Baltico come posamine. Il 12 dicembre 1944, mentre partecipava con il resto della flottiglia ad una missione di minamento al largo delle coste dell'Estonia, entrò inavvertitamente nel campo minato da poco steso, affondando insieme alla gemella Z36.

### Z36
Impostata il 15 settembre 1941 e varata il 15 maggio 1943, entrò poi in servizio il 19 febbraio 1944. Venne inserita, insieme alle gemelle Z35 e Z43 nella Sesta Flottiglia cacciatorpediniere, operando nel Baltico come posamine. Il 12 dicembre 1944, mentre partecipava con il resto della flottiglia ad una missione di minamento al largo delle coste dell'Estonia, entrò inavvertitamente nel campo minato da poco steso, affondando insieme alla gemella Z35.

### Z43
Impostata il 1º maggio 1942 e varata il 22 settembre 1943, entrò poi in servizio il 22 marzo 1944. Venne inserita, insieme alle gemelle Z35 e Z36 nella Sesta Flottiglia cacciatorpediniere, operando nel Baltico come posamine. Partecipò con le due gemelle alla sfortunata missione di minamento del 12 dicembre 1944, ma sopravvisse. Dal febbraio 1945, la nave prese parte alle operazioni per portare verso ovest i profughi in fuga dall'avanzata delle truppe sovietiche in Prussia Orientale, fungendo da scorta per le navi da trasporto salpate o dirette al porto di Libau, nonché partecipando ad azioni di bombardamento costiero in appoggio alle truppe della Wehrmacht. Il 10 aprile, mentre partecipava ad un bombardamento insieme all'incrociatore Admiral Hipper presso Kolberg, subì gravi danni per l'urto con una mina. Venne affondata dal proprio equipaggio il 3 maggio 1945 nel Mar Baltico. Il relitto venne recuperato nel 1953 e demolito.

### Z44
Impostata nel 1942, venne varata il 20 gennaio 1944. Il 29 luglio 1944, poco prima che venisse completata, venne gravemente danneggiata da un bombardamento aereo, fatto che ne rese impossibile l'entrata in servizio. Venne demolita tra il 1948 e il 1949.

### Z45
Impostata nel 1942, venne varata il 15 aprile 1944, ma non venne completata e non entrò mai in servizio. Venne demolita nel 1946.